# Zakabłuki
Zakabłuki (biał. Закаблукі, ros. Закаблуки) – wieś na Białorusi, w obwodzie mińskim, w rejonie mińskim, w sielsowiecie Horanie.
W czasach Rzeczypospolitej wieś leżała w województwie mińskim. Odpadła od Polski w wyniku II rozbioru. Ponownie pod polską administracją w latach 1919–1920 w okręgu mińskim Zarządu Cywilnego Ziem Wschodnich.